# Providence Park
Le Providence Park, anciennement baptisé Multnomah Stadium, Civic Stadium, PGE Park et Jeld-Wen Field, est un stade situé à Portland dans l'Oregon, aux États-Unis. Stade pouvant accueillir des compétitions de football, de football américain et de baseball, l'enceinte a pour clubs résidents actuels les Timbers de Portland, les Vikings de l'Université d'État de Portland et le Portland Thorns FC. Le défunt club de baseball des Beavers de Portland y a joué de 1956 à 2010.

## Histoire

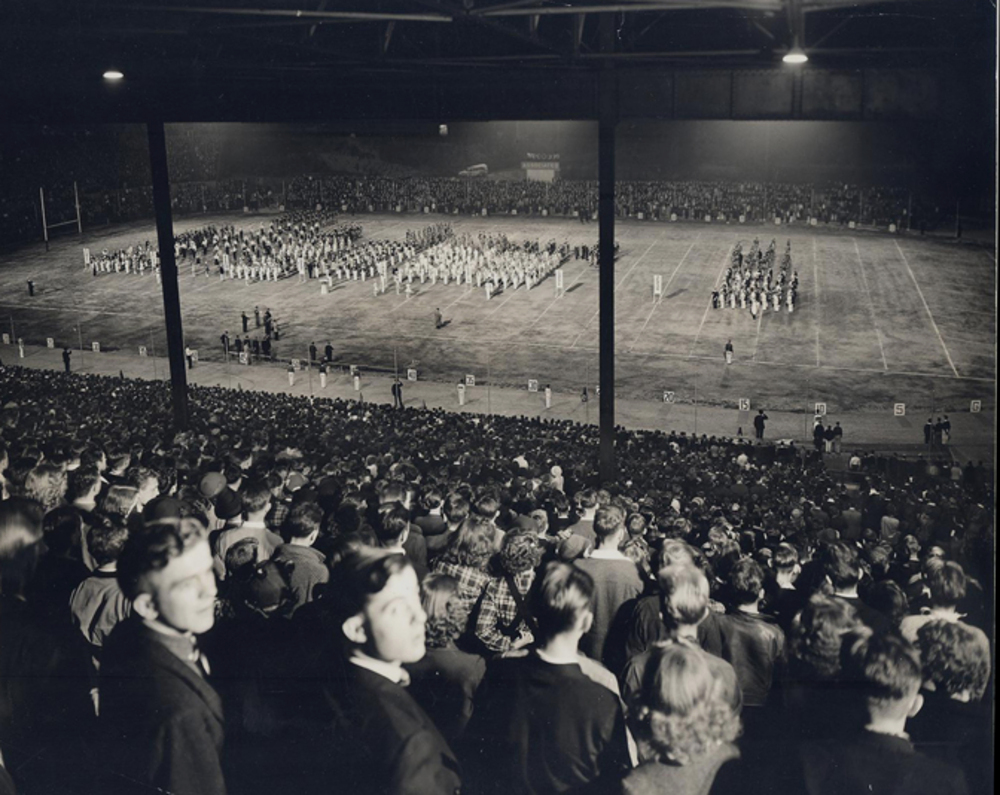
Match de football au stade, alors appelé Multnomah Stadium, dans les années 1950.

Il est ouvert en 1926 et reçoit deux importantes rénovations en 2001 et 2011 (coût : 31 millions de dollars) . C'est en 2011 que le stade adopte le nom de Jeld-Wen Field, après avoir été pendant 10 ans le PGE Park. Le 11 février 2014, le Jeld-Wen Field est rebaptisé Providence Park du nom du sponsor Providence Health & Services.
Le stade est actuellement utilisé par la franchise de football des Timbers de Portland (depuis 2001) et par l'équipe de football universitaire américain des Vikings de l'Université d'État de Portland.

## Description
Le Providence Park est un stade en plein air qui peut accueillir des matchs de football et de football américain. Le terrain est en gazon synthétique. Le stade comprend une tribune couverte et peut accueillir 23 136 personnes pour les concerts et 19 566 pour les rencontres de football et baseball
Le Providence Park jouxte le Multnomah Athletic Club, un club omnisports du centre de Portland ; les fenêtres du côté nord du bâtiment du club donnent sur le terrain du stade.
Le stade appartient maintenant à la ville de Portland, et est dirigé par Peregrine Sports, LLC, la société à laquelle appartient le club de Major League Soccer des Timbers de Portland.
La route 405 de Portland est aussi connu sous le nom de Stadium Freeway (l'autoroute du stade) du fait de sa proximité avec le Providence Park.

## Locataires et évènements majeurs
Actuellement le résident du Providence Park est l'équipe des Timbers de Portland en Major League Soccer, de l'équipe de football universitaire américain des Vikings de l'Université d'État de Portland, et du Portland Thorns FC de la National Women's Soccer League.

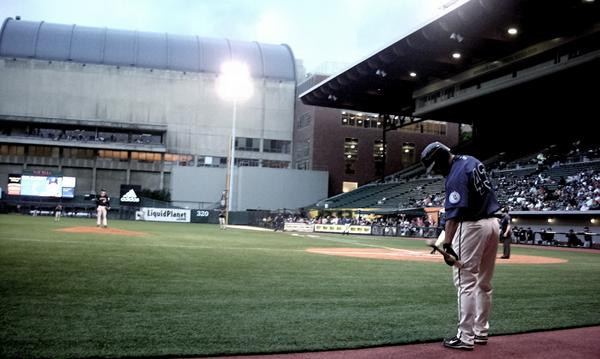
Match de baseball des Beavers en 2008.

Par le passé, le stade a été utilisé par les Beavers de Portland (Ligue de la côte du Pacifique), ligue mineure de baseball de 1956 jusqu'à leur disparition en 2010, ainsi que par les Mavericks de Portland de 1973 à 1977. Le stade est l'objet d'une attention nationale à la suite d'un événement inusité survenu le 27 mai 1991 lorsque le voltigeur des Canadians de Vancouver, Rodney McCray, poursuivant au champ droit une balle frappée par Chip Hale des Beavers, passe à travers la clôture, la détruisant par la même occasion. Maintes fois jouée à la télévision, cette séquence fait partie de la collection du musée du Temple de la renommée du baseball. Cette section du stade est en 2006 renommée McCray's Alley et le joueur impliqué, qui s'en était tiré avec quelques égratignures, reçoit son propre bobblehead illustrant l'incident lors d'une soirée nommée Rodney McCray Bobblefence Night.
Le Providence Park a aussi accueilli des évènements sportifs internationaux comme la Coupe du monde de football féminin 1999 où se déroulèrent deux matchs de poule, deux quarts de finale et deux demi-finales. Durant la Coupe du monde de football féminin 2003 le stade a aussi accueilli deux demi-finales.
Le Soccer Bowl '77, finale de la NASL, est joué au Civic Stadium de Portland et remporté 2-1 par le Cosmos de New York sur les Sounders de Seattle le 28 août 1977. Il s'agissait de la dernière compétition à laquelle prenait part Pelé.
Le match des étoiles de la MLS est joué au Providence Park en 2014. Le stade accueille des matchs de la Gold Cup 2013.
Le stade accueille le match des étoiles des ligues AAA de baseball en 2009.

## Galerie

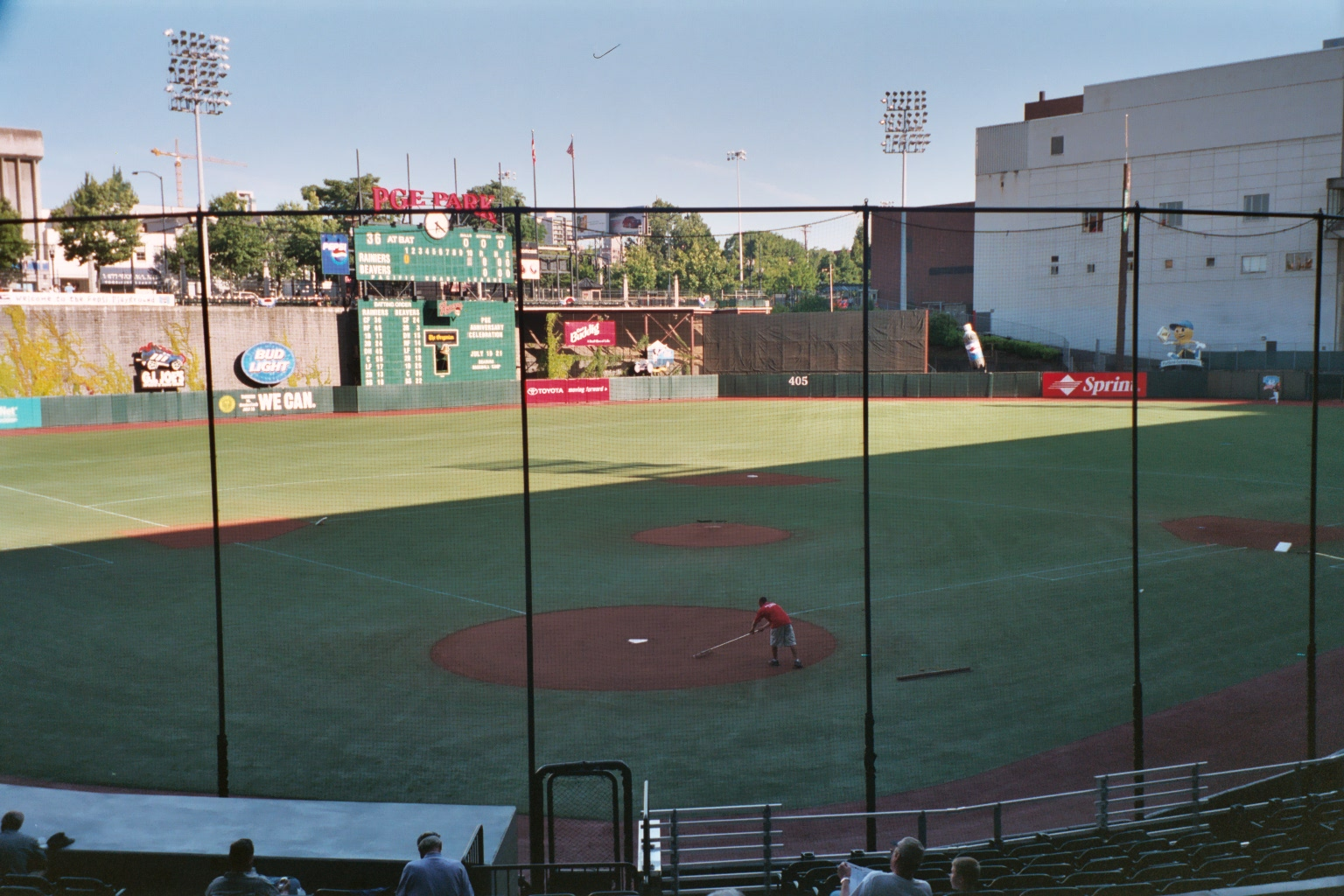
Terrain